# Історія Києва
Історія Києва — історія міста Києва, яке нині є столицею України.

## До офіційної дати заснування міста

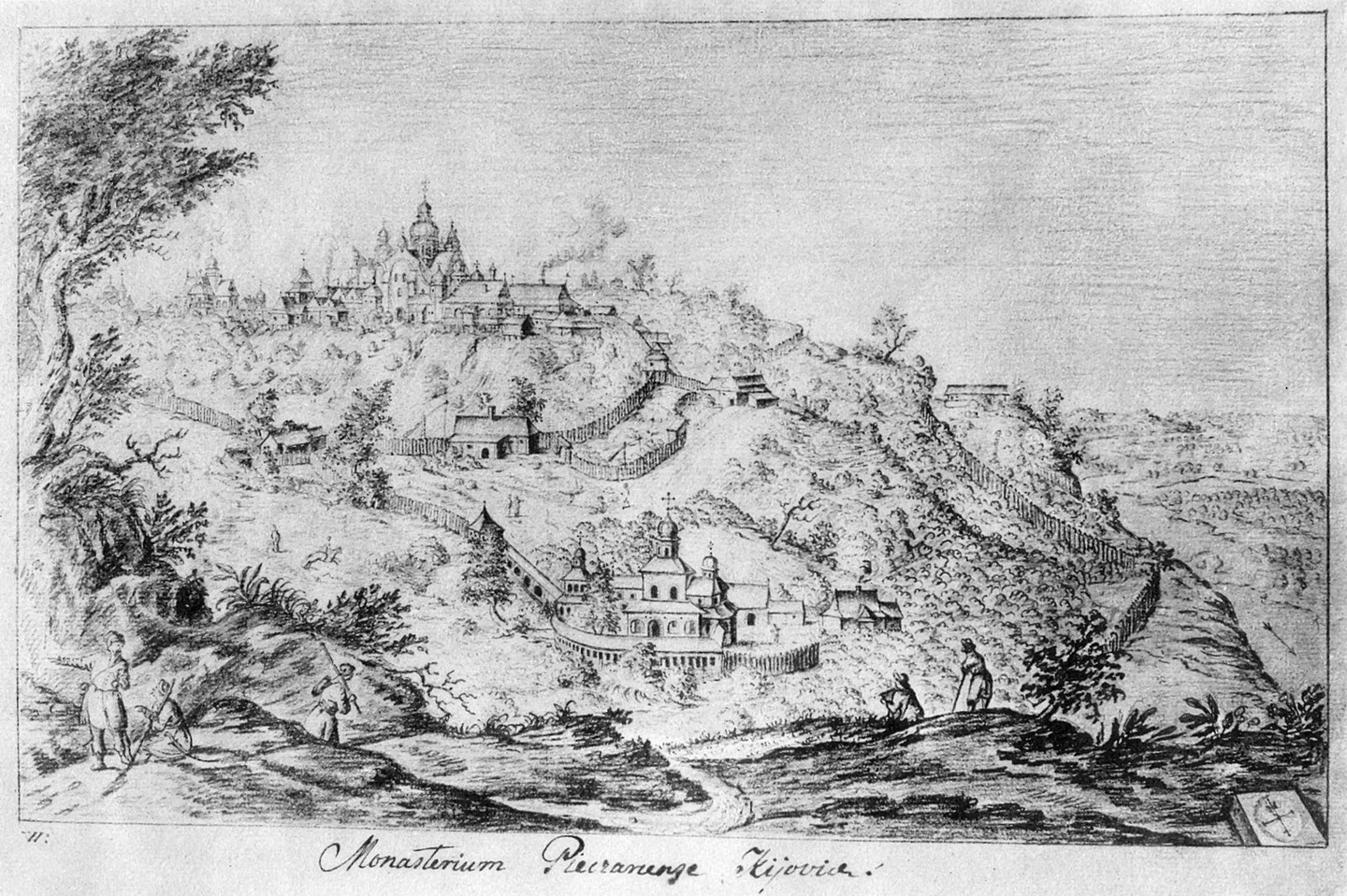
Києво-Печерська Лавра XVII століття

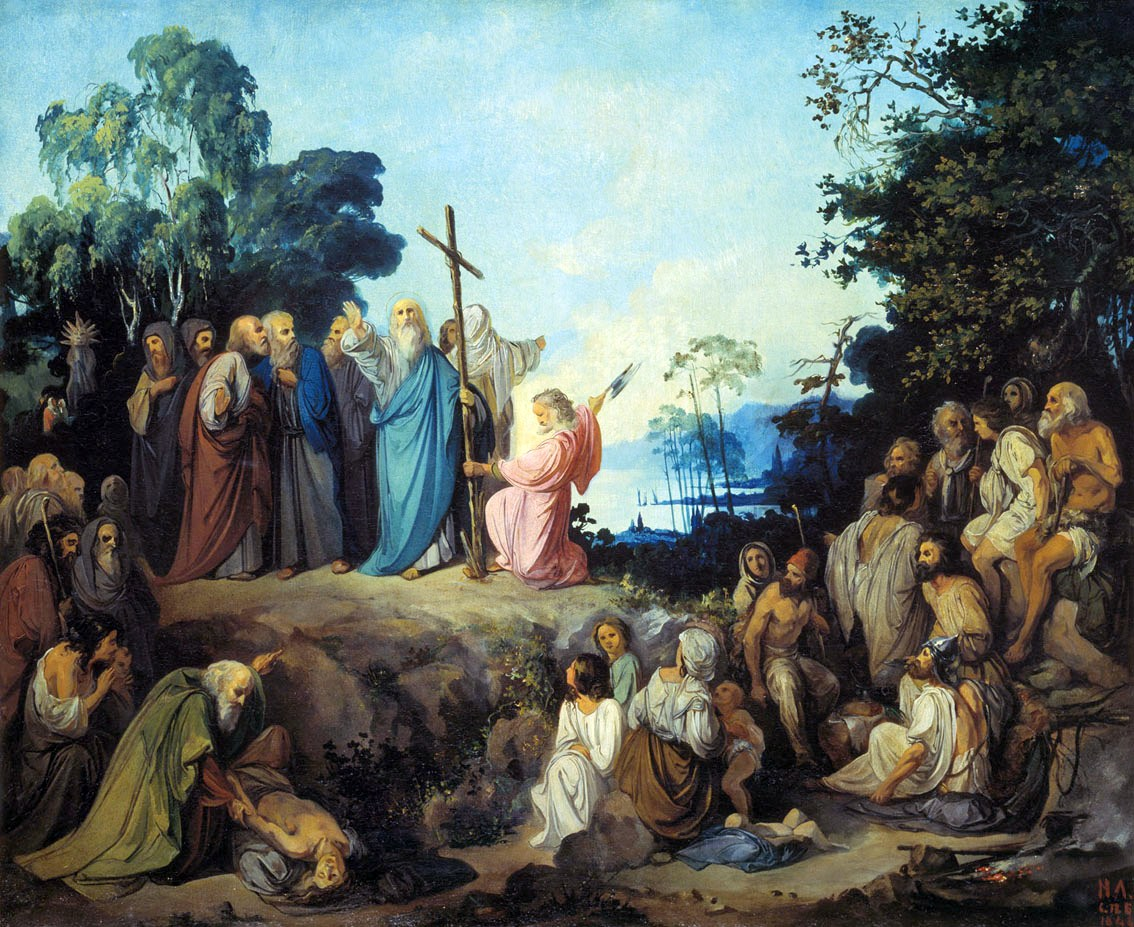
Апостол Андрій Первозваний встановлює хрест на горах Київських

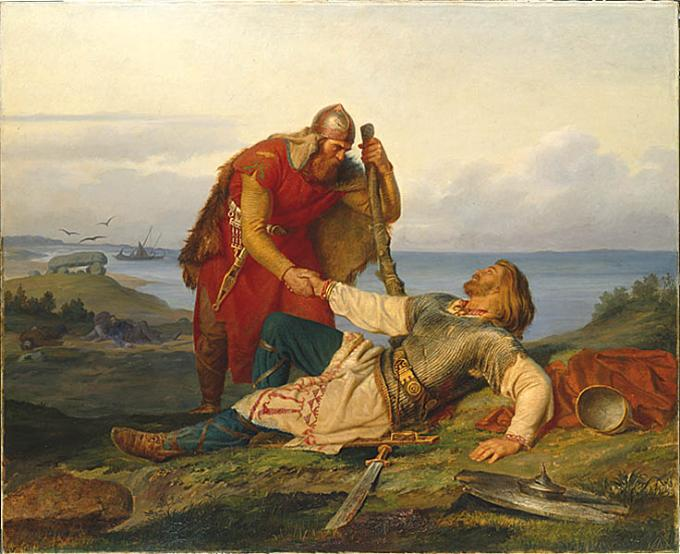
Прощання готів Ода і Хьяльмара на березі Дніпра

- 25 тисячоліття до н. е. — Кирилівська стоянка
- 10 тисячоліття до н. е. — кінець останнього льодовикового періоду
- 4–3 тисячоліття до н. е. — Трипільська культура. У 1893 археолог Вікентій Хвойка відкрив у Києві на вулиці Кирилівській, 55 перше трипільське поселення на території сучасної України
- II століття до н. е. — II століття Зарубинецька культура, у 1937 році на південній околиці Києва було відкрито Корчуватський могильник
- I століття — згідно з повістю минулих літ Київські гори відвідав апостол Андрій Первозваний під час своєї місіонерської подорожі до Скіфії і пророкував заснування великого міста на цих горах
- II століття — створення розвиненого міського поселення на місці сучасного Подолу м. Києва як «Castrum Azagarium» (не пізніше II ст. н. е.)[1][2].
- II–V століття — Київська культура
- III–IV століття
  - Черняхівська культура
  - Згадка про країну Оюм, розташовану на території сучасної України, як частину Скіфії, куди переселилися готи, спокусившись на її багатства, згідно з візантійсько-готським істориком Йорданом, на основі старовинних готських саг. Столицею готів було місто Данпарстад (Архаймар). Його точне місцерозташування достеменно невідоме, за однією із версій це могла бути територія сучасного Києва, на користь чого вказує переклад назви Данпарстад, як «Місто на Дніпрі», та розташування біля нього темного (хвойного) лісу Мюрквід
- IV століття
  - Згідно булгарської хроніки це місто було засноване у 330-х роках н. е. кочівниками у Центральну Європу з Надволжя й Азії, і стародавня булгарська назва цього міста була Башту і Куян (звідки арабські джерела аль–Істархі, Ібн Хордадбех, Ібн-Хаукаль вказували — Куяб, Куйаб етимологічно від «Куб» зі значенням «ім'я Отця Небесного і Бога Сонця, Творця Неба і Землі»[3][4] звідки походять назви Куябія—Куявія—Київ); це місто стояло на холмах (горах), що мали булгарську назву Куян або Кук–Куянтау (тобто «Гори духа Куяна» чи «Кук–Куяна»); перші кагани булгар поховані в цьому місті були Баламбер (Баламир) і Мундзук, котрий передав престол сину Аттілі (Гатило)[5].
  - Згідно з дослідженнями доцента Київського педагогічного інституту Бугая А. С. будівництво оборонних споруд змієвих валів на південних підступах до сучасного Києва[6][7], які частково збереглися. Найближчі до Києва Змієві вали проходять між Дніпром та Ірпенем, по лінії Ходосівка — Хотів — Віта-Поштова — Боярка — Бобриця. Дані А. С. Бугая про вік Змієвих валів базуються на проведених радіовуглецевих аналізах.[8] Змієві вали лишаються однією з найбільших загадок в історії України, вчені не мають одностайної думки про час їх заснування, так академік РАН Борис Рибаков вважав початком їх будівництва X–VIII століття до н.е.[9], а член-кореспондент АН УРСР Артеменко Іван Іванович був зовсім іншої думки і вважав, що будівництво Змієвих валів припадало на кінець Х — початок XI століття н. е.[10]
  - Існує популярна гіпотеза (без переконливих наукових доказів), що князь антів Бож мав резиденцію на Бусовій горі[11], що зараз знаходиться в межах Києва. Бож згадується істориком Йорданом у контексті війни готів з антами. Згідно з Йорданом військо антів спочатку перемогло готів, але у 375 році було розбите, Бож із синами і 70 старійшинами був розіп'ятим для залякування інших антів

## Гіпотези про заснування міста
Гіпотези про заснування міста ґрунтуються, як на письмових джерелах так і на археологічних дослідженнях. На території сучасного Києва було знайдено велику кількість знахідок різних історичних епох, зокрема значну кількість давньоримських монет[джерело?]. Це дало підстави вважати Київ великим торговим центром уже в I столітті нашої ери. Серед вчених найрозповсюдженішими були такі гіпотези:
- Сарматська — Київ заснований в I столітті
- За повідомленням скандинавських саг Київ має готське походження та заснований у IV столітті, як Данпарстад
- Заснований гунами в V столітті
- Заснований аварами в VII столітті
- 430 рік — дата заснування міста згідно з хронікою Мацея Стрийковського[12] (цю ж версію наводить і Синопсис Київський — за ним Київ був заснований полянами, які прийшли з південних степів)
- Згідно з теорією академіка Б. О. Рибакова на основі Повісті минулих літ та «Історії Тарона» вірменського історика Іоана Маміконяна, Київ був заснований полянами в V столітті. Ця гіпотеза лягла в основу офіційно прийнятої дати заснування міста.[13][14]

## Середньовіччя

### V—VIII століття

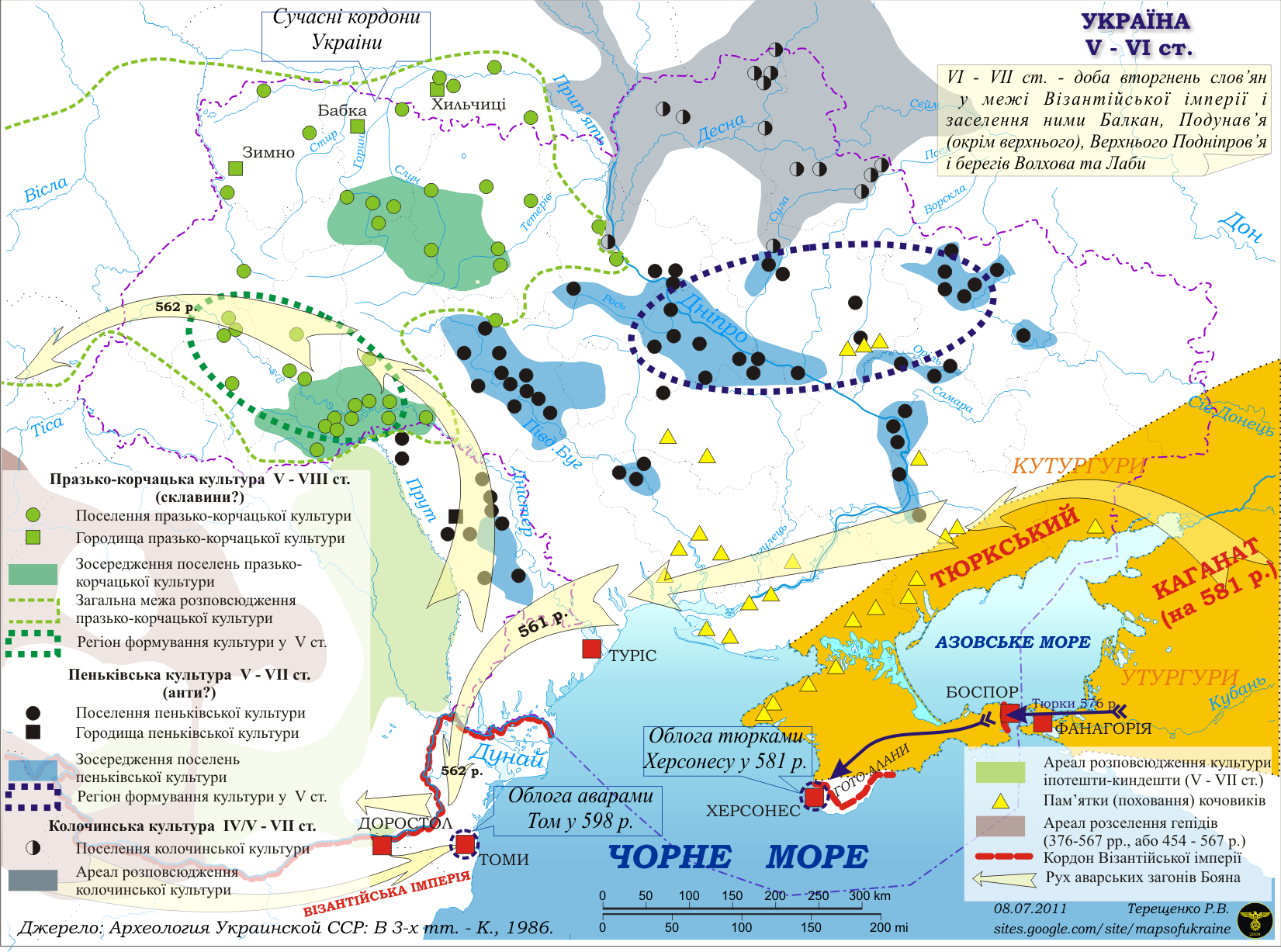
Карта України після заснування міста Києва

- 482 — офіційно прийнята дата заснування Києва[15] полянським князем Києм, його братами Щеком і Хоривом та сестрою Либідь, згідно з легендою про заснування Києва
- V–VIII століття — Пеньківська культура антів.
- кінець V століття — засновано укріплене поселення (город) на Замковій горі[16]
- VI–VII століття — Корчацька культура
- VII століття — заселено сусідні із Замковою горою підвищення[16].
- друга половина VII — перша половина VIII століття — Київ підпадає під зверхність Хозарського каганату[17]
- VIII століття — Київ стає головним містом Руської землі — міжплемінного об'єднання південних східнослов'янських племен[16]
- VIII–IX століття — Лука-Райковецька культура
- кінець VIII — початок IX століття — князювання Бравлина[18]

### IX століття

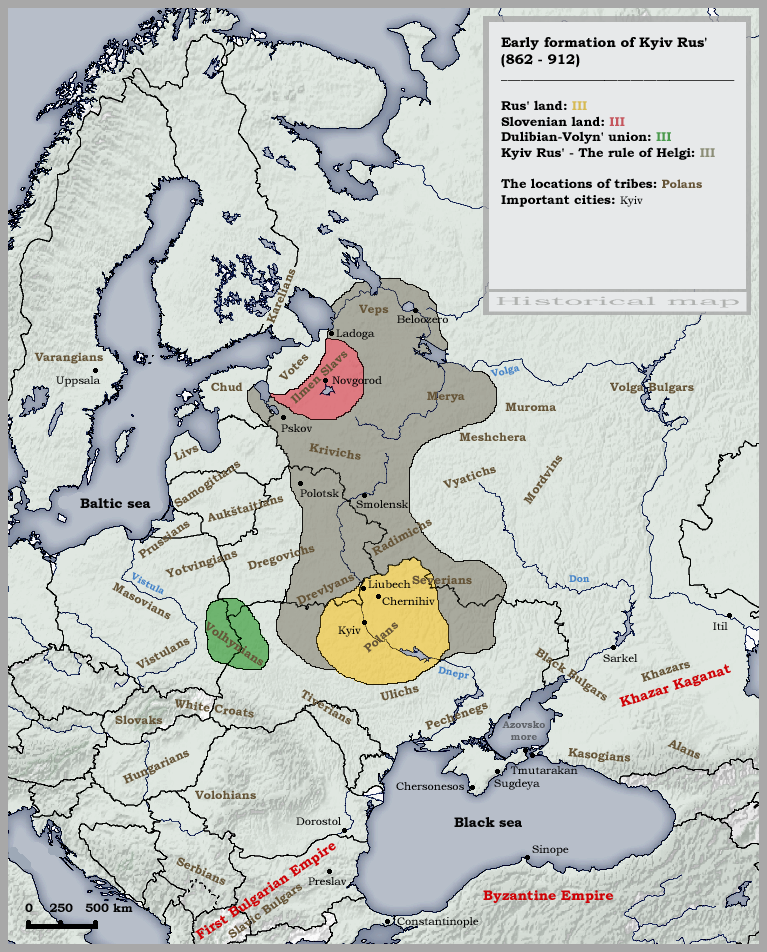
Утворення Київської Русі

- 854 — дата заснування міста згідно з Новгородським літописом
- 860–882 — князювання Аскольда і Діра, підступно вбитих регентом малолітнього Ігоря Рюриковича Віщим Олегом
- 862 — перша датована згадка про Київ у «Повісті минулих літ»[12]
- 882 — літописна дата об'єднання Новогорода і Києва під владою єдиної династії, Київ стає столицею «об'єднаної» держави
- 882–912 — князювання Віщого Олега
- 887 — вік найдавнішої дерев'яної колоди, використаної під час будівництва на київському Подолі[12]
- 895 — повз Київ проходила міграція угорців на захід, місце, де розташовувався їхній табір носить назву Угорське урочище

### X століття
- 912–945 — князювання Ігоря, першого князя з династії Рюриковичів
- 945–957 — князювання Ольги, як регента її сина Святослава
- 957–972 — князювання Святослава Ігоровича
- 944 — згадка про Київ у договорі з Візантією, текст якого наводить «Повість минулих літ»[12]
- 948 — найдавніша згадка про Київ в іноземному писемному джерелі (візантійський трактат «Про управління імперією»)[12]
- 968 — невдалий напад печенігів на Київ
- 972–978 — князювання Ярополка Святославовича
- 978–1015 — князювання Володимира Святославовича
- 980 — будівництво капища пантеону язичницьких богів на чолі з Перуном на Старокиївській горі
- 988 — масове хрещення киян у Дніпрі, Хрещення Русі, Християнство стає державною релігією, у Києві створюється митрополія
- 989–996 — будівництво Десятинної церкви на місці поганського капища на Старокиївській горі

### XI століття

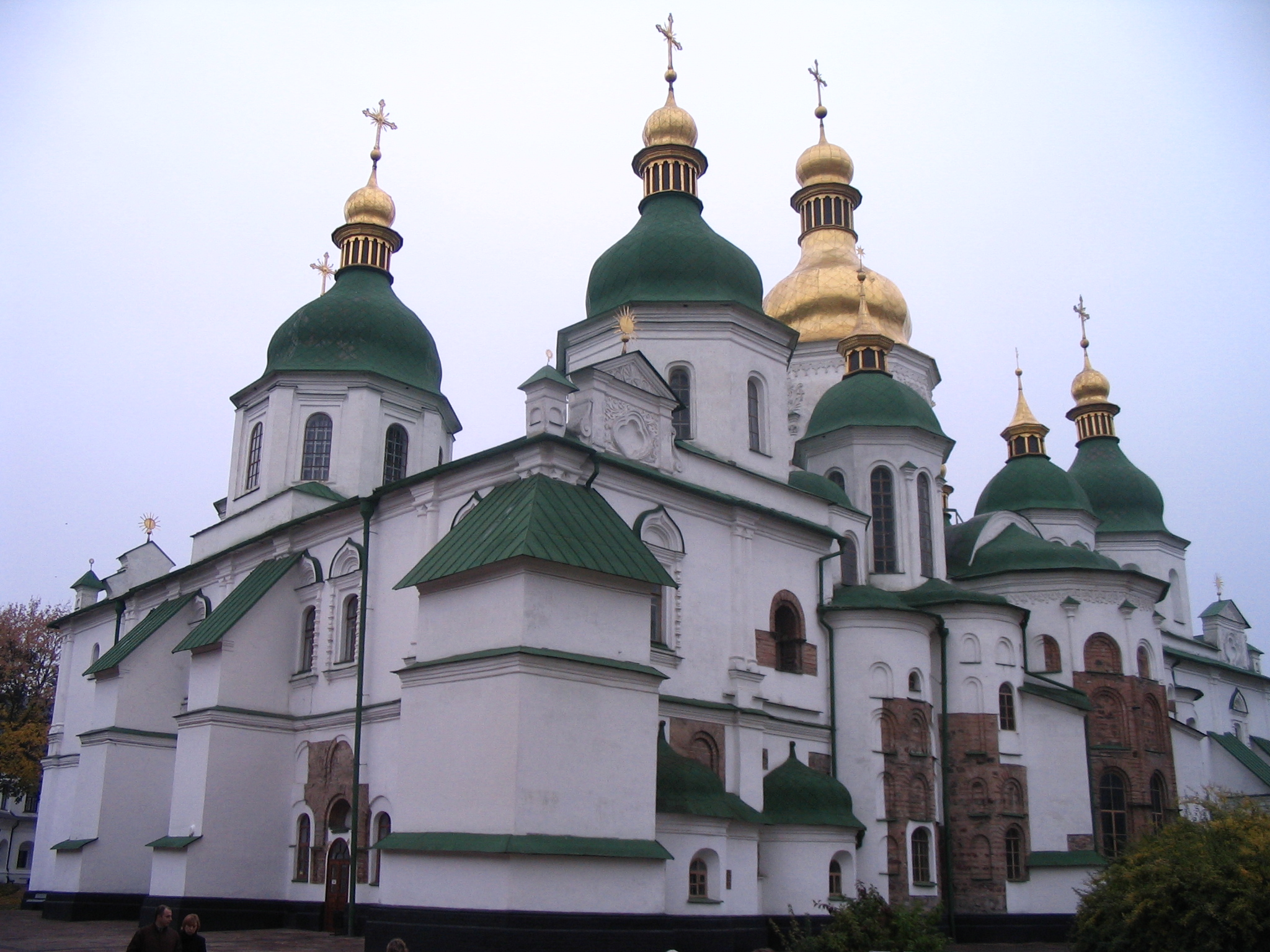
Софійський собор

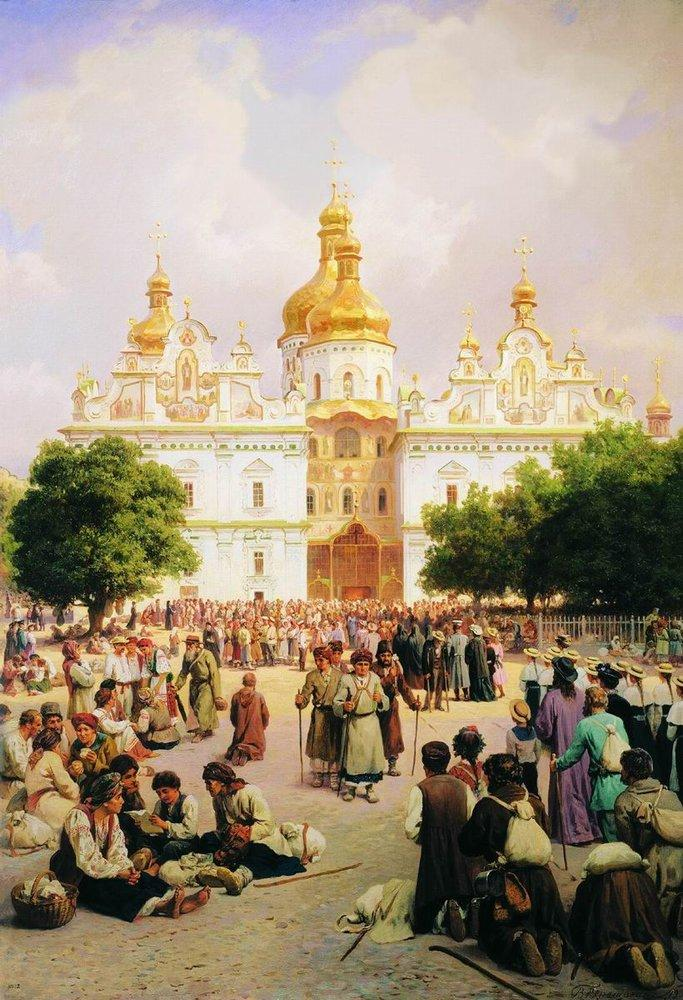
Успенський собор Василь Верещагін (1905)

- 1015–1019 — князювання Святополка Володимировича
- 1019–1054 — князювання Ярослава Мудрого
- 1036 — перемога над печенігами у битві під Києвом
- 1037 — збудовано Софійський собор, який стає кафедрою київських митрополитів, Золоті ворота, Георгіївський та Ірининський монастирі, була організована перша бібліотека Київської Русі
- бл. 1037 — засновано Київську Академію.
- 1051 — заснування Києво-Печерського монастиря
- 1054–1068 — 1-е князювання Ізяслава Ярославича
- 1068–1069 — повстання киян проти князя Ізяслава, що призвело до його втечі до Польщі, князювання Всеслава Брячиславича до часу придушення повстання за допомогою польських військ
- 1069–1073 — 2-е князювання Ізяслава Ярославича
- 1070–1088 — будівництво Михайлівського собору Видубицького монастиря
- 1073–1076 — князювання Святослава Ярославича
- 1073–1078 — будівництво Успенського собору Києво-Печерського монастиря
- 1076–1077 — 1-е князювання Всеволода Ярославича
- 1077–1078 — 3-е князювання Ізяслава Ярославича
- 1078–1093 — 2-е князювання Всеволода Ярославича

### XII століття

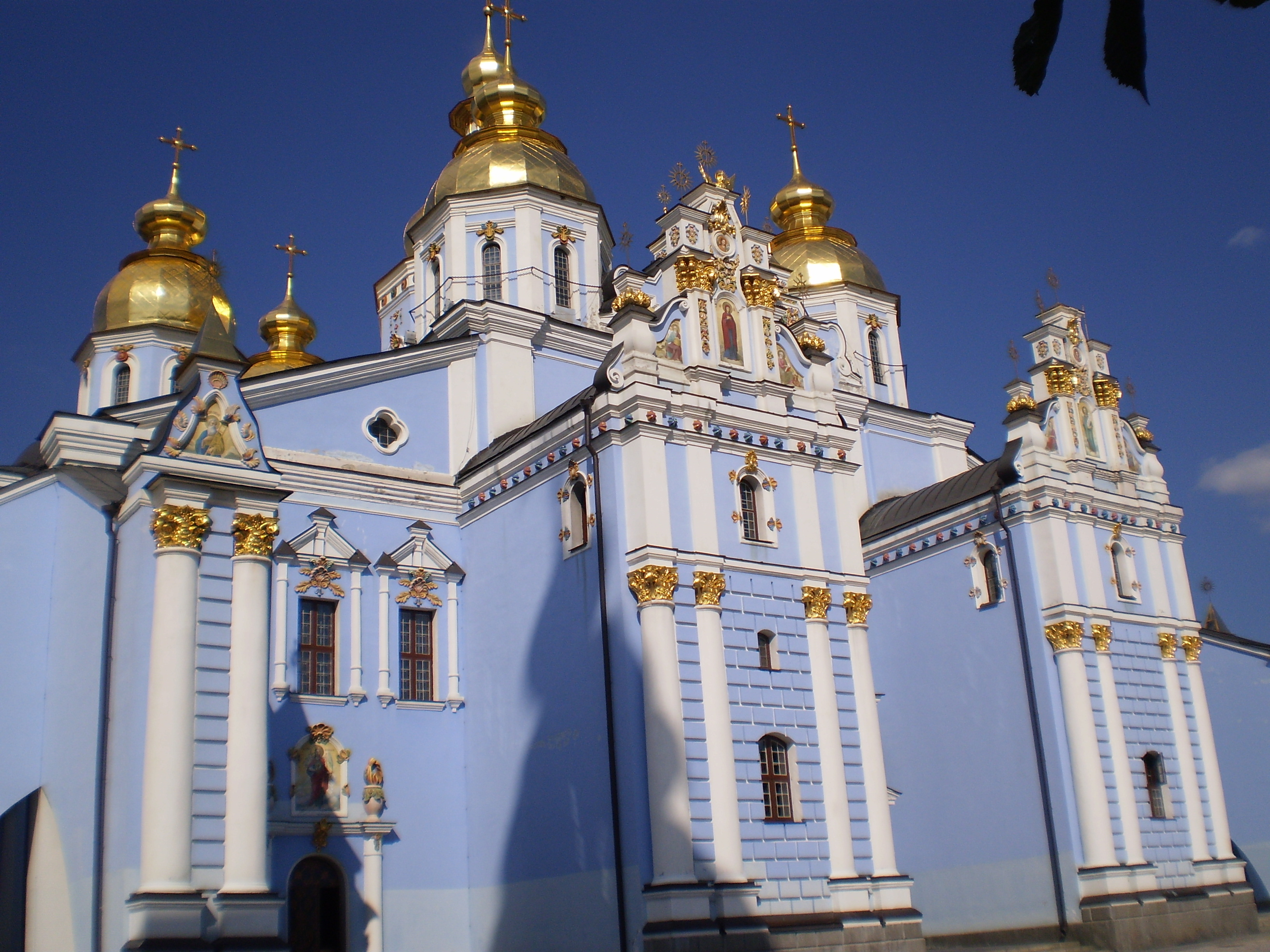
Михайлівський Золотоверхий монастир

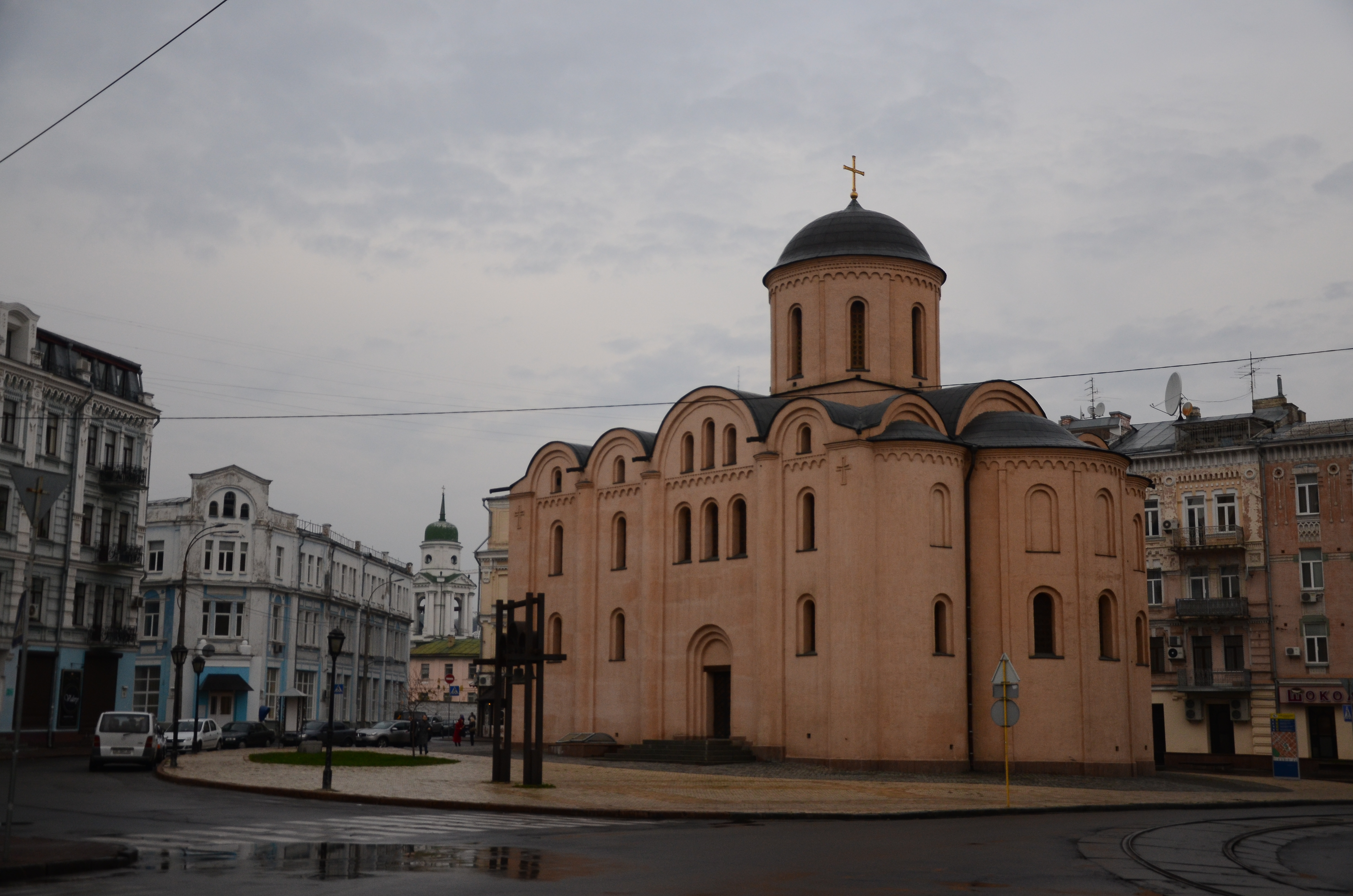
Церква Богородиці Пирогощої

- 1093–1113 — князювання Святополка II Ізяславовича
- 1108 — спорудження Троїцької Надбрамної церкви Києво-Печерської лаври
- 1108–1113 — будівництво Михайлівського Золотоверхого монастиря
- 1113 — повстання киян проти утисків князівської адміністрації і лихварства, результатом повстання стало запрошення на Київський стіл переяславського князя Володимира Мономаха і прийняття статуту, що містив нові норми кримінального, цивільного і судового права
- 1113–1125 — князювання Володимира Мономаха
- 1125–1132 — князювання Мстислава I Володимировича
- 1132–1136 — будівництво Церкви Богородиці Пирогощої
- 1132–1139 — князювання Ярополка Володимировича
- 1139 — короткочасне князювання В'ячеслава Володимировича
- 1139–1146 — князювання Всеволода Ольговича, на честь сходження на київський стіл Всеволод заклав будівництво Кирилівської церкви
- 1146 — короткочасне князювання Ігоря Ольговича, яке викликало повстання киян, що закінчилося усуненням Ігоря від влади і запорошенням на княжий стіл Ізяслава Мстиславича онука Володимира Мономаха
- 1149–1173 — намагання князів зміцнілого Володимиро-Суздальського князівства встановити свою владу у Києві
  - Дворазове захоплення київського столу і князювання Юрія I Довгорукого 1149–1151, 1155–1157, яке скінчилося його отруєнням під час бенкету у київського боярина Петрила та народним повстанням у результаті якого кияни ліквідували встановлену владу суздальців
  - 1169, 12 березня — захоплення Києва Володимиро-Суздальським князем Андрієм Боголюбським, у перше в своїй історії Київ було розгромлено й пограбовано іншим руським князем. Андрій Боголюбський вирішив не брати собі титул Великого князя київського, а повернувся з награбованим до Володимиро-Суздальського князівства і взяв собі титул Великий князь Володимирський, на київський стіл він посадив свого молодшого брата Гліба Юрійовича, який не носив титул «Великий». Таким чином Київ де-факто втратив статус політичної столиці Всієї Русі.
  - Київ недовго підпорядковувався Володимиро-Суздальському князівству. У 1171 році Гліба Юрійовича було отруєно, а на княжий стіл було посаджено Володимира Мстиславовича сина Великого київського князя Мстислава I Володимировича
  - 1171, 1173 безуспішні намагання молодших братів Володимиро-Суздальського князя Андрія Боголюбського — Михайла Юрійовича та Всеволода Велике Гніздо закріпитися на київському столі
- 1173–1194 — князювання Святослава Всеволодовича, який згадується у Слові о полку Ігоревім, є гіпотеза, що саме він і є автором цього твору. Святославу вдалося загальмувати розпад Київської держави

### XIII століття

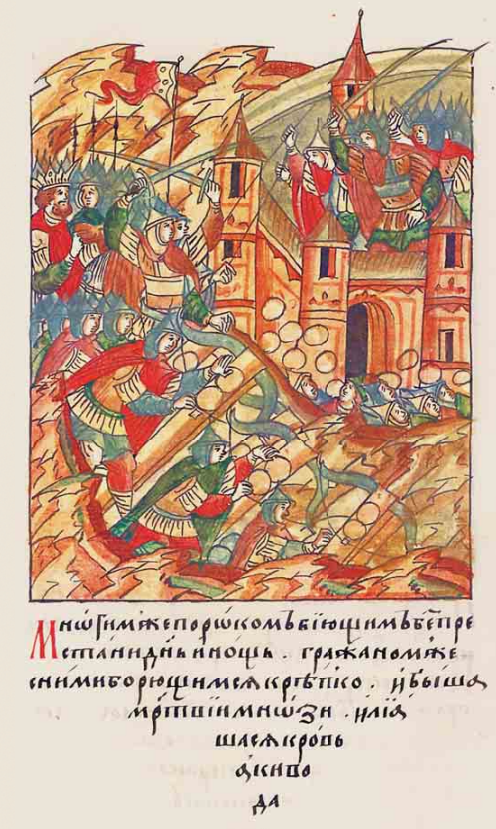
Облога Києва монголо-татарами 1240 рік

- Безперервні міжусобні війни із залученням половців за Київський княжий стіл
- 1202–1205 — князювання Романа Мстиславовича.
- 1203, 2 січня — Київ захоплено князем Рюриком Ростиславичем та Ольговичами разом із половцями, які пограбували місто.
- 1210–1214 — князювання Всеволода Чермного.
- 1214–1223 — князювання Мстислава Романовича.
- 1215 — побудова Воздвиженської церкви у Києві.
- 1223 — з'їзд князів Південної Русі у Києві, домовленості про спільну боротьбу з монголо-татарами
- 1223, 31 травня — битва київського війська на Калці з монголами. Убито 10 тисяч київських вояків і їхнього князя Мстислава Старого. Монголи завдали суттєвого удару по Русі й по військово-економічному потенціалу Києва[19].
- 1230, 3 травня — сильний землетрус, церква св. Богородиці Печерського монастиря розкололась на 4 частини.[20]
- 1235, травень — князь Ізяслав Мстиславович вдерся до Київської землі з половцями. Разом з чернігівським князем Михайлом здобув Київ й пограбував його[21].
- 1239 — чернігівський князь Михайло Всеволодович став великим князем київським[22].
- 1239 — монгольські війська на чолі з Менгу-ханом підійшли до Києва, намагаючись змусити київського князя Михайла визнати залежність від великого хана. Кияни вбили послів, а монгольське військо відійшло до Поволжя. Михайло втік до Угорщини[22].
- після 1226 — створення Києво-Печерського патерика
- 1239 — смоленський князь Ростислав став Великим князем київським[22], але був вибитий з міста Данилом Галицьким. Данило посадив у місті воєводу Дмитра[22].
- 1240, 6 грудня — Київ захоплено і зруйновано військами Монгольської імперії під командуванням хана Батия. Київ здався після дев'ятиденної облоги.[23] Кінець епохи Київської Русі.
- 1241 — повернення на князювання до Києва Михайла Всеволодовича, який займається облаштуванням після руйнації Київської митрополії та проштовхує на сан митрополита Петра Акеровича, на місце зниклого Йосифа I
- 1243 — Володимирський князь Ярослав III Всеволодович отримав ярлик від хана Золотої Орди Батия на титул Великого князя всієї Русі, включно з Києвом, але фактично розповсюдити свою владу на Київ йому вдалося лише після вбивства монголо-татарами князя Михайла Всеволодовича в 1246 році під час його візиту в ставку Батия.
- 1245, 1247 — посланець Римського папи Інокентія IV Джованні Да Плано Карпіні відвідує Київ на своєму шляху в ставку Великого хана Монгольської імперії і на зворотньому додому, його описи стали цінними історичними свідоцтвами.
- 1246–1271 — Київ знаходитися у володінні Володимиро-Суздальських князів, васалів Золотої Орди: Ярослава III Всеволодовича, Олександра Невського та Ярослава Ярославича.
- 1271–1301 — титул Великий князь київський носить князь Галицький, Король Русі Лев Данилович.
- 1299 — переїзд Митрополита Київського до Володимира-на-Клязьмі зі збереженням титулу Митрополит Київський і всієї Русі.

### XIV століття

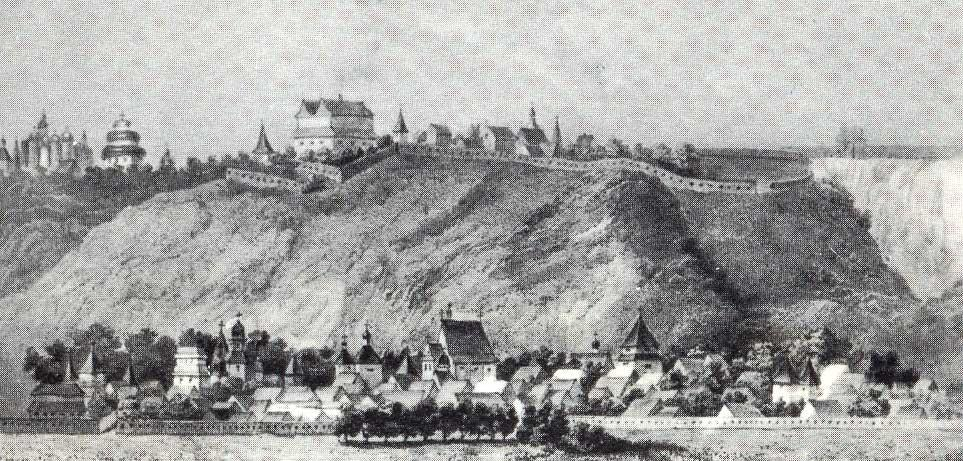
Київський замок. Малюнок Абрагама ван Вестерфельда (1651)

- 1301–1321 — князювання васалів Золотої Орди Івана-Володимира Івановича та Станіслава,
- 1321 — після поразки у битві на річці Ірпінь від литовського княза Гедиміна, Станіслав утік до Рязані, а місце князя київського зайняв Міндовг Гольшанський, перший київський князь із з роду Гольшанських
- 1321–1331 — князювання Міндовга та Ольгимонта Гольшанських васалів Великого князівства Литовського
- 1330–1458 — одночасне існування 2-х Митрополитів Київських, як правило обидва з них не мали постійного місця перебування у Києві. Так митрополити підконтрольні князю Московському мали резиденцію у Москві і носили титул Митрополит Київський і всієї Русі, а митрополити підконтрольні Великому князю Литовському мали титутул Митрополит Київський і Литовський і частіше за все перебували у Новогрудку
- 1331–1362 — князювання Федора-Гліба Івановича, який отримав київський стіл за допомогою ординців
- 1362 — після битви на Синіх Водах Київ остаточно входить до складу Великого князівства Литовського, князем Київським стає Володимир Ольгердович із династії Гедиміновичів, син Великого князя Литовського Ольгерда
- 1362–1394 — князювання Володимира Ольгердовича, у цей час було збудовано Київський замок, київський князь карбував власну монету
- 1395–1397 — князювання Скиргайла Ольгердовича брата Володимира Ольгердовича. Володимир Ольгердович був змушений поступитися Київським князівством задля виконання Острівської угоди 1392 року, за наслідками громадянської війни між Великим князем Литовським Скиргайлом Ольгердовичем васалом короля польського Владислава II Ягайла та Вітовтом. Згідно з цією угодою Великим князем Литовським і васалом короля польського ставав Вітовт, а Володимир Ольгердович як компенсацію отримував Київське князівство
- 1397 — створення Київського Псалтиря
- 1397–1401 — князювання Івана Ольгимонтовича Гольшанського сина Ольгимонта Гольшанського. Іван Ольгимонтович Гольшанський був одним із підписантів Віленсько-радомськії унії між Великим князівством Литовським, Руським та Жемайтійським та Королівством Польським

## Ранній новий час

### XV століття

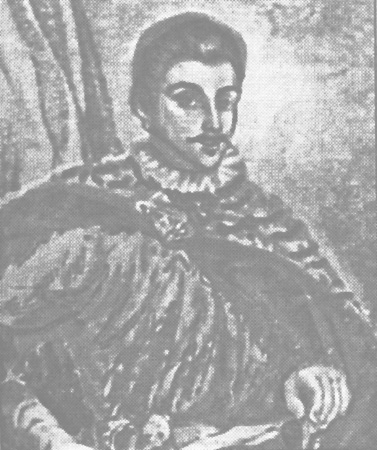
Семен Олелькович останній Київський князь

- 1401–1433 — князювання Гольшанських Андрія Івановича, Михайла Івановича
- 1416 — війська золотоординського еміра Едигея зруйнували Київ та спалили Печерський монастир, але не змогли здобути Київський замок[24]. Найбільше спустошення міста й околиць після монгольської навали 1240 року.
- 1422 — до міста по Дніпру зі Смоленська прибув Вітовт[25]
- 1430 — Київ стає головною базою «руської партії» князя Свидригайла напередодні громадянської війни у Великому князівстві Литовському[24].
- 1433–1435 — князювання Михайла Семеновича Болобана, як ставленика Великого князя Руського Свидригайла
- 1435 — після поразки Свидригайла у битві під Вількомиром скасовані Велике князівство Руське та Київське князівство, яке до того мало автономні права. Початок утисків православного населення[джерело?]
- 1436 — повстання киян, київський воєвода Юрша розбив поблизу Києва литовські війська в ході продовження громадянської війни у Великому князівстві Литовському (1432—1438)[24].
- 1440 — відновлено Київське князівство на чолі з князем Олельком Володимировичем з династії Гедиміновичів (Олельковичі)[24].
- 1455 — смерть князя Олелька; початок князювання Семена Олельковича, останнього Київського князя[24].
- 1458 — закінчення епохи одночасного існування 2-х Митрополитів Київських. Після відокремлення Московської Церкви(рос.) від Церкви Матері Константинопольського патріархату[26] московські ієрархи втратили право носити титул Митрополит Київський. Номінальним центром Київської митрополії стає Київ, хоча митрополити часто продовжують перебувати в Новогрудку, колишньому місці перебуванні Митрополита Київського і Литовського. Митрополити носять титул Митрополит Київський, Галицький і всієї Руси, першим митрополитом з таким титулом стає Григорій II Болгаринович
- 1470 — смерть Семена Олельковича; скасування удільного Київського князівства, заснування Київського воєводства[24].
- 1471 — виступ киян проти ліквідації князівства; спроба недопущення до міста Київського воєводи Мартина Гаштовта[24].
- 1481 — змова князів на чолі з Михайлом Олельковичем з метою вбити великого князя литовського Казиміра IV й відновити удільні князівства, насамперед Київське[24]. Змова була викрита, а князь Михайло скараний на горло в Києві.
- 1482 — Київ захопили й зруйнували війська кримськотатарського хана Менґлі Ґерая на прохання великого князя московського Івана ІІІ. Було зруйновано більшість старокиївських храмів. Софійський собор був пограбований. Кримський хан подарував московському князю золотий дискос і потір, які татари взяли із собору. Після цього нападу занепад Києва тривав майже століття[24].
- 1494–1497 — великий князь литовський Олександр Ягеллончик надав Києву право на самоврядування (магдебурзьке право), яке, однак, було досить обмеженим[24].

### XVI століття
- 1508 — повстання Михайла Глинського; заклик Глинських до київських бояр з метою відродити Київське князівство[24].
- 1569 — перехід Києва й Київщини до Корони Польської на підставі Люблінської унії[24].
- 1592 — захоплення козаками під час повстання Косинського.
- 1594 — за описом Еріха Лясоти, катедральна церква Київського єпископства РКЦ була в поганому стані, дерев'яною[27].
- 1596 — перехід православної Київської митрополії до унії з Римо-католицькою церквою за часів митрополита Михайла Рагози[24].
- 1596 — захоплення козаками під час повстання Наливайка.

### XVII століття

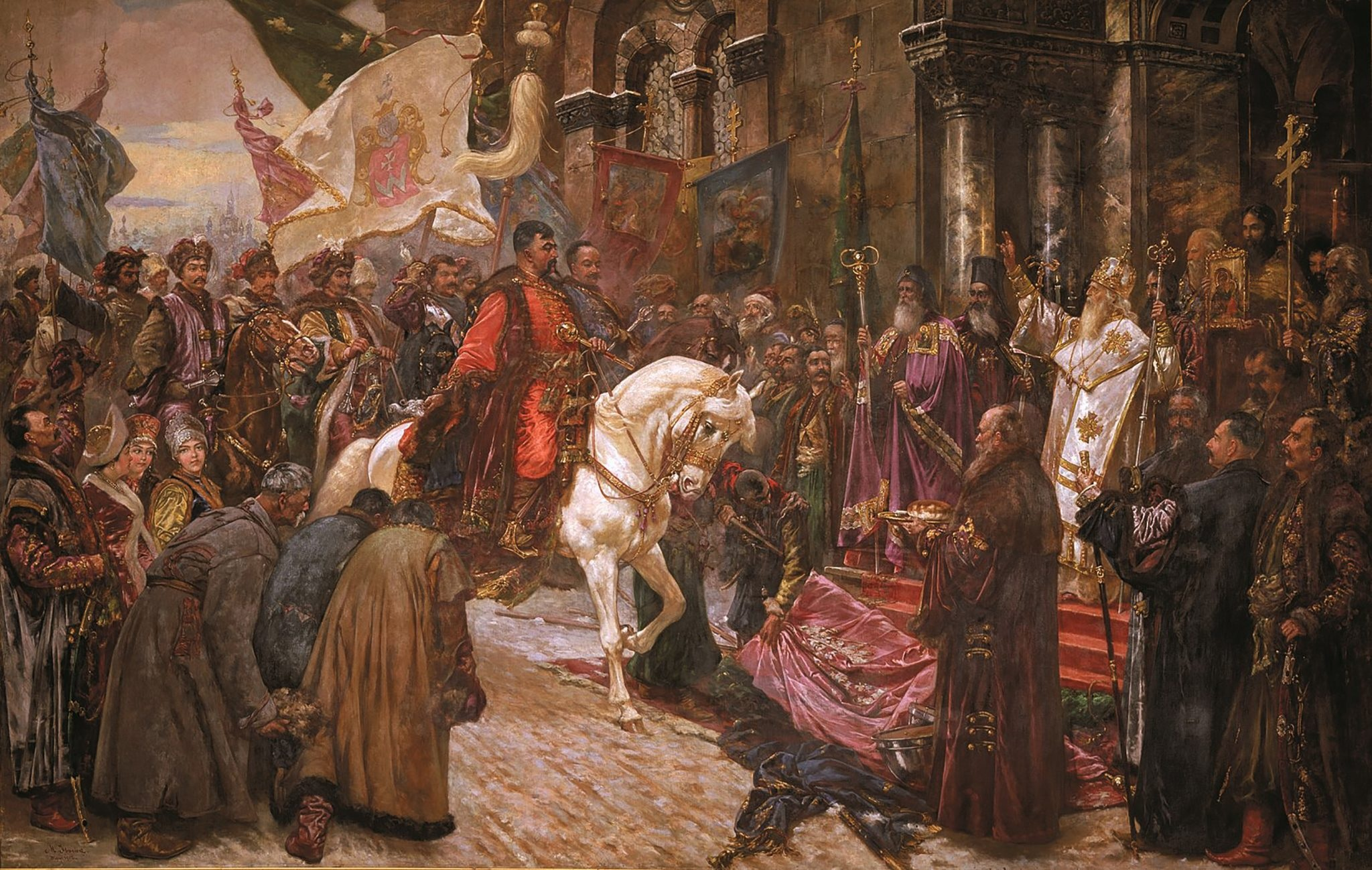
Богдан Хмельницький в'їжджає в Київ (1649)

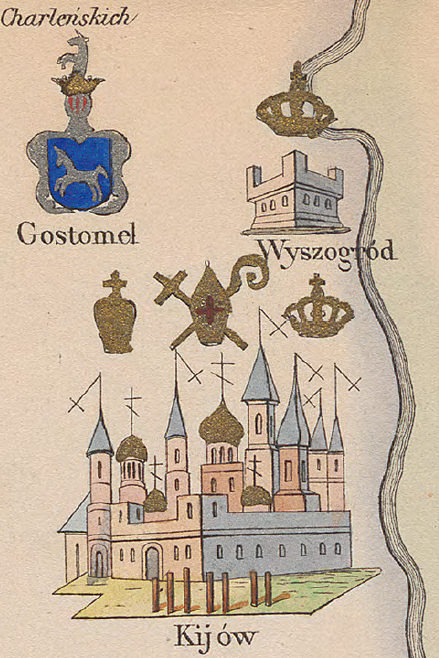
Київ, Вишгород і Гостомель на мапі Зигмунда Герстмана

- 1615 — засноване православне Богоявленське братство і відкрито братську школу; відкрито Києво-Печерську друкарню.[24].
- 1620 — створено нову православну Київську митрополію Константинопольського патріархату. Київське братство отримало від Константинопольського патріарха статус самоврядної одиниці (ставропігії), незалежної від київського митрополита[24].
- 1622, 1 жовтня — заява вірменської громади Києва про підпорядкування церкви Різдва та її майна Львівській Вірменській єпархії[28]
- 1632 — засновано православну Києво-Могилянську колегію за зразком єзуїтських освітніх закладів[24].
- бл. 1640 — згідно опису Ґ. де Боплана, православні мали до 10 храмів, один з яких — Братська церква — знаходилась коло ратуші. Католики мали в місті 4 храми: катедральний, домініканський (на ринку), бернардинський (під горою), єзуїтський («з недавніх пір»).[29]
- 1648, травень — в ході Хмельниччини, повстанці, при підтримці міщан, без бою увійшли в Київ[30].
- 1648, 23 грудня — Богдан Хмельницький урочисто в'їхав до міста під схвальні вигуки киян і православного духовенства. Київ стає центром козацького Київського полку та сотні[24].
- 1649, травень — козаки вчинили жорстокий триденний погром шляхтичів, католицького духовенства, монастирів і костелів. Погром спровокував міщанин Полегенький з оточення Хмельницького[31].
- 1651, 4 серпня — Київ захоплено військами литовського гетьмана Януша Радзивілла, який спалив Поділ[24].
- 1652, 4 червня — один з козаків, що прихильно ставився до А. Кисіля, таємно повідомив воєводу про поразку коронного війська під Батогом, радив швидко покинути Київ, що той зробив зразу вночі. Шляхтичі, що взнали це, поспішно покидали місто. Тих, хто не встиг вийти до полудня, з міста не випустили.[31] Київ повернуто козакам.
- 1654 — Київ стає резиденцією московського воєводи й московського гарнізону за умовами Березневих статей між Московією та козаками, одночасно залишаючись центром козацького Київського полку. В Київ, на прохання Богдана Хмельницького, прибуває загін російських військ під командуванням князів Ф. С. Куракіна і В. В. Волконського. Оглянувши місто, вони прийшли до висновку про необхідність будувати фортецю на місці стародавніх укріплень Ярослава Мудрого. В 1655 році фортеця була побудована.[32]
- 1658, 6 квітня — Василь Шереметєв призначений першим московським воєводою в Києві.
- 1667 — перехід Києва й Київщини до Московського царства на підставі Андрусівського перемир'я під час московсько-польської війни 1654–1667 років[24].
- 1670-ті — початок будівництва Київської фортеці на Печерську в зв'язку з московсько-османською війною[24].
- 1689 — перехід Києва й Київщини до Московського царства на підставі Вічного миру. В місті встановлюється тривладдя — київський магістрат, козацька полкова адміністрація та московська адміністрація[24].

### XVIII століття

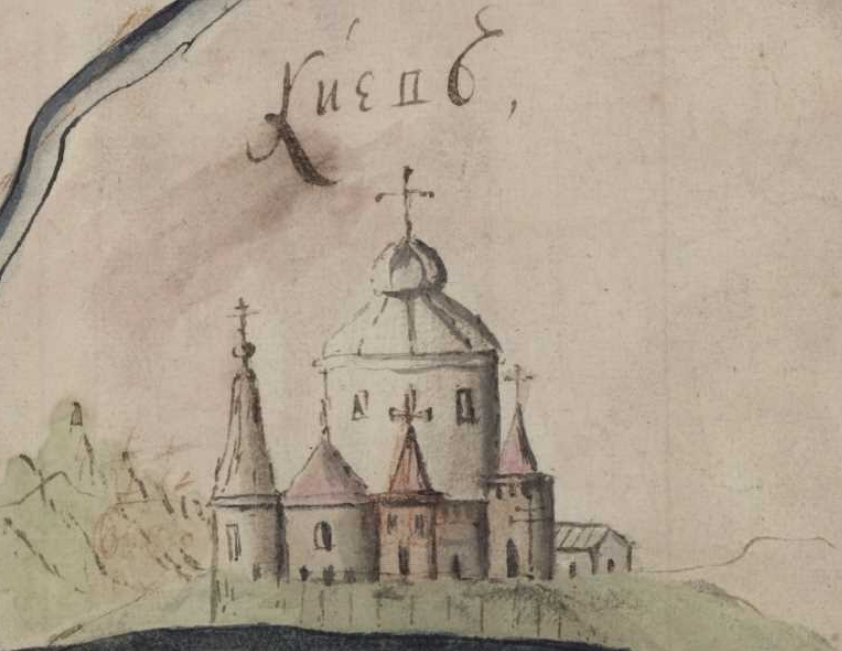
Київ на карті XVIII століття

- 1701 — Києво-Могилянська колегія отримує статус академії указом московського царя Петра І[24].
- 1706 — початок будівництва нової фортеці на Печерську[24].
- 1708 — Київ стає центром Київської губернії Російської імперії. Російська губернська канцелярія розташовується на Печерську. Козацька полкова адміністрація переноситься до Козельця[24].
- 1718 — велика пожежа в Лаврі та на Подолі[31].
- 1737 — російський уряд скасував підлеглість Києва Гетьманщині[24].
- 1767 — споруджено Андріївську церкву.
- 1781 — Київ стає центром Київського намісництва, скасовано козацький Київський полк і Київську губернію. Магістрат втратив реальні владні функції[24].
- 1785 — впроваджено нове міське положення, за яким Києвом керували загальна та шестигласна міські думи, залежні від губернатора[24].
- 1797 — Київ стає центром новоствореної Київської губернії Російської імперії[24].

## Новий час

### XIX століття

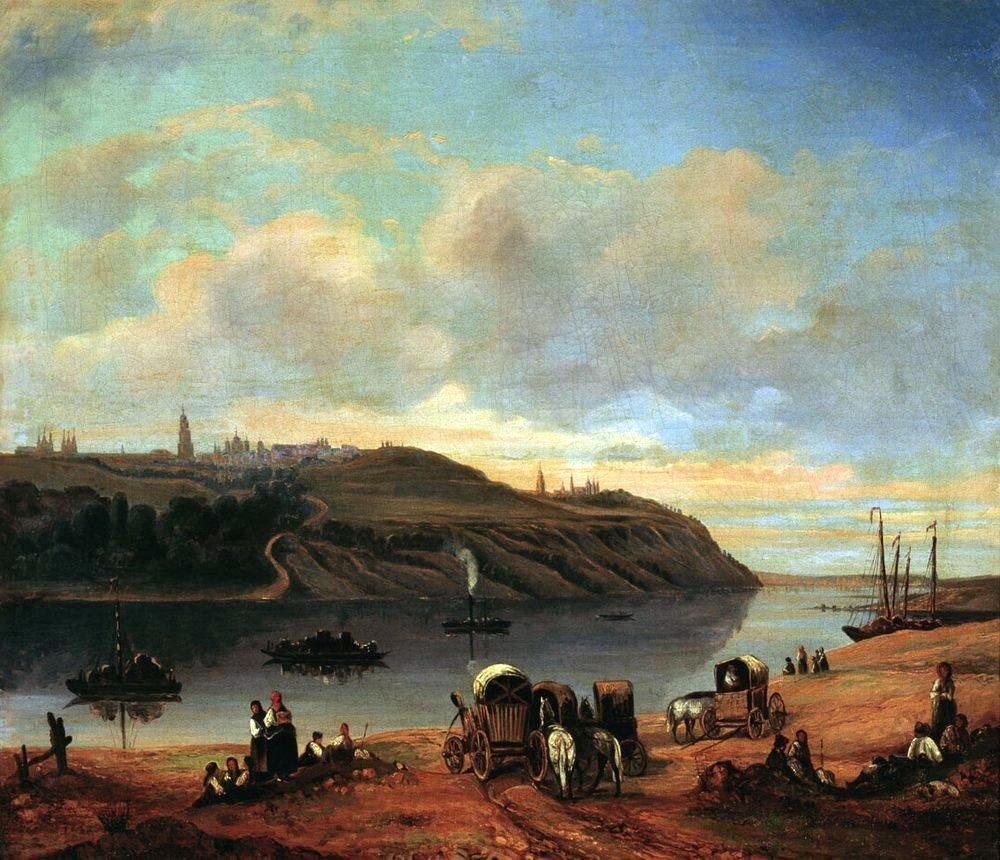
Київ у 1840-х роках.

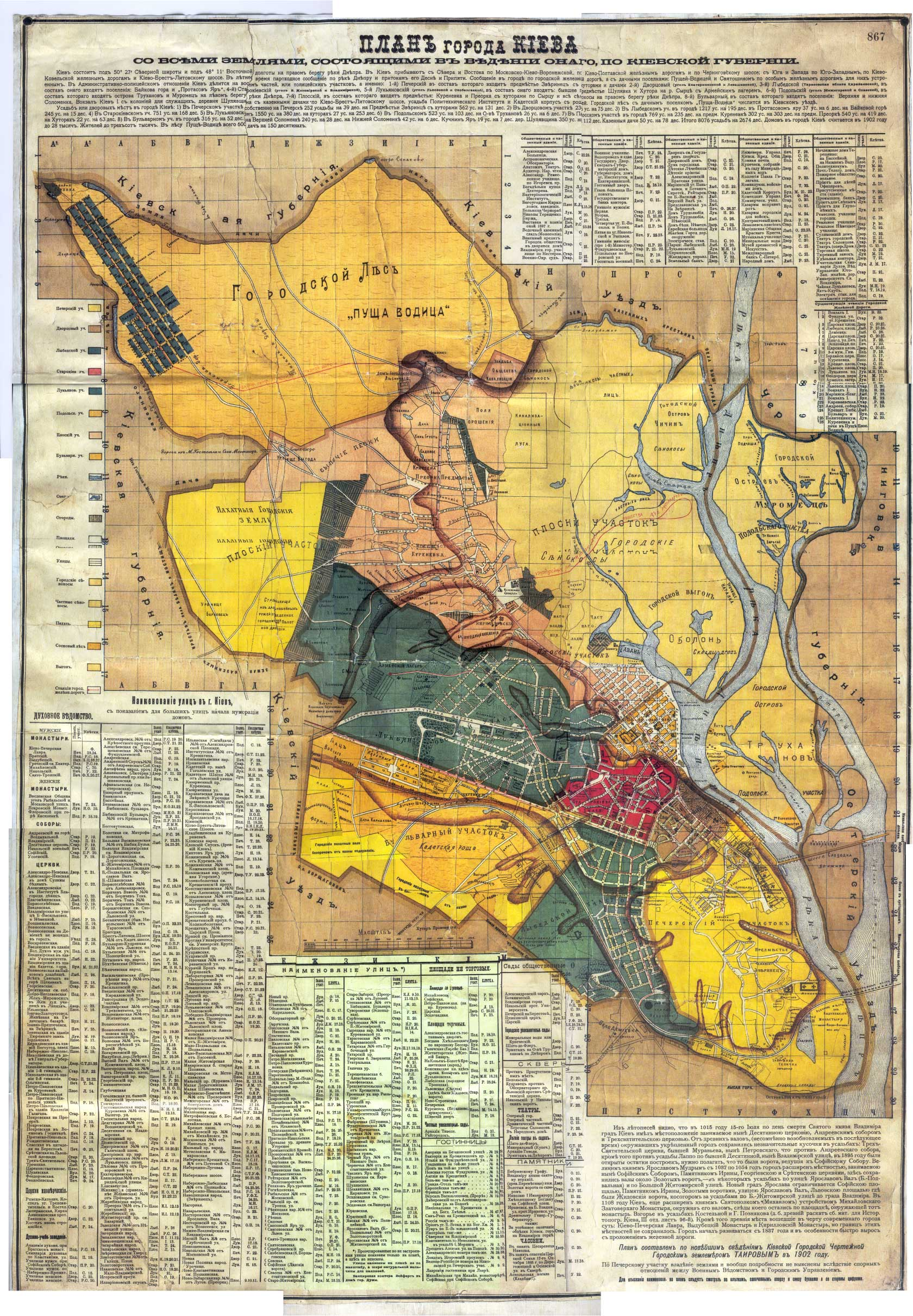
Карта Києва 1902 р.

- 1806 — споруджено перший Київський театральний будинок.
- 1809 — відкрито Київську чоловічу гімназію.
- 1811 — велика пожежа на Подолі, що знищила майже весь район. Ліквідація подільської радіальної системи розміщення вулиць. Прокладання нових вулиць, які б утворювали правильні квадрати довкола Контрактової площі.
- 1817 — споруджено Контрактовий дім.
- 1828 — споруджено Гостинний двір.
- 1832 — Київ стає центром Київського генерал-губернаторства.
- 1834 — відкрито Київський університет (Імператорський Університет Святого Володимира) і другу чоловічу гімназію.
- 1835 — засновано Тимчасовий комітет для дослідження старожитностей.
- 1836 — засновано Другу київську гімназію.
- 1837 — затверджено генеральний план забудови Києва, за яким були прокладені нові вуличні магістралі. Входження Сирця до складу міста.
- 1838 — відкрито Київський інститут шляхетних дівчат.
- 1839 — відкрито Київський ботанічний сад.
- 1848 — засновано Київську археографічну комісію (Тимчасова комісія для розбору давніх актів у Києві).
- 1850-ті — приєднання до Києва долини річки Либідь — Батиєва гора, Байкова гора, Либідська частина, Лук'янівка і Татарка, а також прилеглих сіл Куренівка та Пріорка. Виокремилися нові частини — Двірцева (Липки) та Либідська (Нова Забудова).
- 1852 — відкрито Володимирський кадетський корпус.
- 1858 — відкрито Київське пароплавство.
- 1867 — відкрився постійний Оперний театр.
- 1869 — відкрито Київську товарну біржу.
- 1870 — відкрито Пасажирський київський вокзал Південно-Західної залізниці.
- 1873 — створено Південно-Західний відділ Російського географічного товариства, Історичне товариство імені Нестора-Літописця.
- 1874 — засновано Третю київську гімназію.
- 1878 — відкрито Київські вищі жіночі курси.
- 1887 — в Києві засновано Цукропромисловий синдикат, перша капіталістична монополія Російської імперії.
- 1888 — в Києві засновано Володимирський ринок
- 1889 — споруджено будівлю Управління Південно-Західних залізниць.
- 1891 — відкриття кінного трамваю.
- 1892 — відкриття парового трамваю.
- 1893 — відкриття електричного трамваю.
- 1895 — споруджена Велика хоральна синагога.
- 1895 — споруджена синагога Бродського.
- 1897 — відкрито Київський політехнічний інститут.
- 1897 — за переписом населення у Києві проживало 247 723[33].

### XX століття
Кінець ХІХ та початок ХХ ст. був періодом активного розвитку Києва. У пізньоімперський період у місті активно розвивалися водопостачання, каналізація, освітлення, тощо. Окрім того в цей період Київ пережив два будівельних буми — в 1895—1899 і 1909—1914 рр., під час яких особливо активно будували прибуткові будинки.
- 1901 — споруджено будинок Оперного театру; Київська рисувальна школа Миколи Мурашка (1875) перетворена на Художнє училище.
- 1904 — відкрито Київський художньо-промисловий і науковий музей, музично-драматичну школу Миколи Лисенка.
- 1905 — відкриття фунікулеру.
- бл. 1906 — створене товариство «Просвіта», статут якого підписали, зокрема, Б. Грінченко, М. Лисенко[35]
- 1907 — відкриття першого стаціонарного українського театру в приміщенні Троїцького народного дому.
- 1909 — відкрито Київський зоопарк.
- 1912 — споруджено Бесарабський ринок.

## Новітній час

### XX століття

#### Українська революція

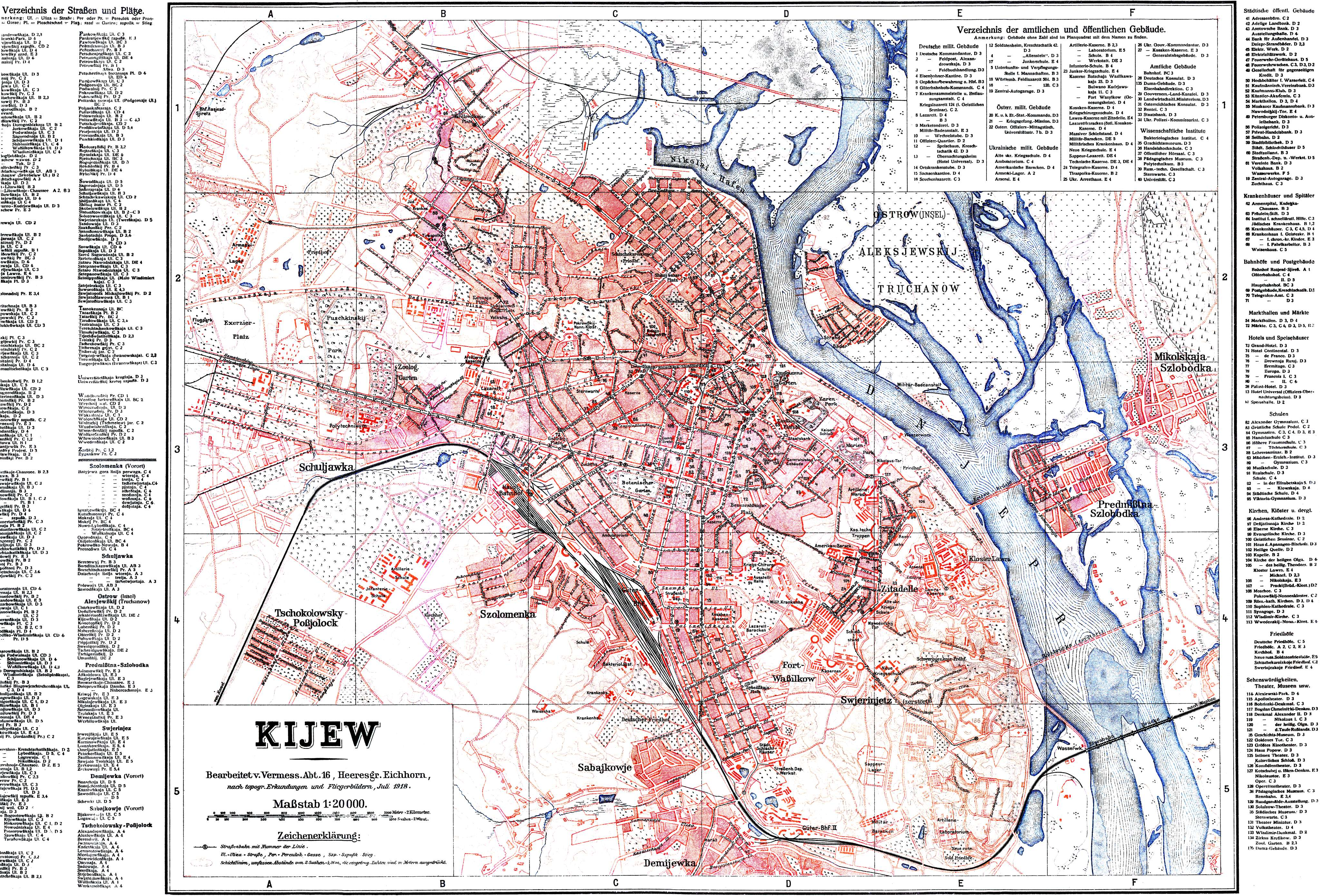
Німецька мапа Києва 1918 року

1917
- 4 (17) березня — в Києві створена Українська Центральна Рада (УЦР) — представницький орган політичних і громадських організацій міста на чолі з істориком Михайлом Грушевським.
- 19 березня (1 квітня) — в Києві пройшла 100-тисячна українська маніфестація, на якій було висунуто вимогу національно-територіальної автономії для України.
- березень — створені Київська рада робітничих депутатів і Київська рада солдатських депутатів, що на заклик Леніна почали утворювати збройні формування бойовиків — Червону гвардію.
- 6 (19) квітня — 8 (21) квітня — в Києві відбувся Всеукраїнський національний конгрес, на якому Центральна рада була перетворена на головний представницький орган України і стала виконувати функції тимчасового українського парламенту.
- 26 жовтня (8 листопада) — більшовики спробували захопити владу в Києві. В ході боїв між ними та прихильниками Тимчасового уряду Росії, Українська Центральна Рада встановила свій контроль над містом.
- 7 (20) листопада — Київ стає столицею автономної Української Народної Республіки (УНР) в складі Російської держави згідно з ІІІ Універсалом Центральної Ради.
- 30 листопада (12 грудня) — невдала спроба повалення Української Центральної Ради в Києві силами Київського військово-революційного комітету більшовиків.

1918
- 9 (22) січня — Київ стає столицею незалежної Української Народної Республіки згідно з IV Універсалом Центральної Ради.
- 16 (29) січня — 22 січня (4 лютого) — спалахнуло більшовицьке повстання робітників заводу «Арсенал», що було придушене українськими військами.
- 23 (5) —26 січня (8 лютого) — захоплення Києва більшовицькими військами під командуванням есера Михайла Муравйова. У захопленому Києві більшовики організували класовий терор. Відбувалися грабежі, насильства, вбивства. Були розстріляні представники інтелігенції, вояки та цивільні громадяни. За різними підрахунками жертвами більшовицької різанини стали від 2 до 3 тисяч осіб[36].
- 1 березня — німецько-українські війська звільнили Київ від більшовиків за умовами Берестейського договору.
- 29 квітня — гетьман Павло Скоропадський скинув владу Центральної Ради й проголосив створення Української Держави зі столицею в Києві.
- 14 грудня — Директорія Української Народної Республіки захоплює Київ, скидає гетьманат і відновлює республіканське правління.

1919
- 14 лютого — більшовики захоплюють Київ.
- березень — переїзд Раднаркому УСРР, ВУЦВК і ЦК КП(б)У до Києва.
- 30 серпня — об'єднання Української галицької армії та армії УНР захоплюють Київ.
- 31 серпня — білогвардійськими війська очолювані Денікіним захоплюють Київ. В місті проведено масові розстріли більшовиків, українофілів, євреїв.
- 14 жовтня — радянські більшовицькі війська з боями займають центр Києва. На лівому березі Дніпра у Дарниці і Слобідках залишаються білогвардійці.
- 14 жовтня — відновлення білогвардійської влади у Києві.
- 16 грудня — більшовики знову захоплюють Київ. Столиця радянської України залишається в Харкові.

1920
- 7 травня — союзні сили підрозділів армії УНР та польської армії звільняють Київ від більшовиків.
- 12 червня — більшовики в ході Київської операції знову захоплюють Київ. У місті остаточно утверджується радянська влада. Роки тривалої війни призвели до занепаду міського господарства, розірвання економічними взаємин, а багато киян — промисловців і підприємців, діячів науки, культури, мистецтва — опинились в еміграції.

#### Радянський період
- 1923 — відкрито Червоний стадіон ім. Л. Троцького; Київ стає центром Київської округи.
- 1925 — скасовано Київську губернію. Запроваджено автобусний рух.
- 1930 — скасовано Київську округу;
- 1932 — Київ стає центром Київської області.
- 1933 — відкрито Київський аеропорт і Стадіон «Динамо».
- 1934 — В Київ перенесена з Харкова столиця УСРР. Знесено Військовий Микільський собор.
- 1935 — знесено Богоявленський собор, Церкву Різдва Христового. Запущено перший тролейбус та введено в дію першу АТС.
- 1936 — знесено Михайлівський Золотоверхий монастир, на місці якого збудовано будинок ЦК КП(б)У. Також знищені Трьохсвятительська церква, церква Богородиці Пирогощої, Воскресенська церква, Петропавлівська церква на Подолі, Кирилівську дзвіницю, класицистичні храми Миколи Доброго, Різдва, св. Ольги, численні церкви середини 19 століття. Розгром храмів супроводжувався фізичним винищуванням або засланням служителів усіх конфесій. Було знищено та перетворено на парк історичне кладовище на Аскольдовій могилі, зникло чимало інших визначних поховань.

Відновлено роботу комунальних мереж, трамвайного сполучення. Відбудовано основні київські підприємства: «Арсенал» (тоді — Червонопрапорний завод), завод кол. Гретера і Криванека (з 1922 року — «Більшовик»), машинобудівний завод Млошевського (пізніше — завод Артема), Південноросійський машинобудівний завод (з 1924 р. — «Ленінська кузня»), цукеркова фабрика (пізніше — імені Карла Маркса). За проектом Є. Патона на руїнах Ланцюгового мосту було споруджено міст імені Євгенії Бош. На суцільно перейменованих на честь комуністичних діячів вулицях і площах Києва споруджувалися нові пам'ятники та обеліски, характерним представником яких став монумент Карла Маркса (скульптор Й. Чайков) на Радянському майдані.
1930-ті роки стали кульмінацією масових репресій, що проводилися радянською владою. Зокрема на території Києва проходили масові страти, що чинилися радянськими службами державної безпеки. В братських могилах в Биківні лежить приблизно 100 тисяч українців, майже половину з яких розстріляно в т. зв. Жовтневому палаці. Органи КДБ «списували» злочин на німців. Лише наприкінці 80-х років ХХ ст. стала відома правда про Биківню. Щорічно 21 травня в Биківнянському лісі біля Києва проводиться день пам'яті жертв комуністичних репресій.
В цей же час було споруджено ряд адміністративних будівель, серед яких будинок Верховної Ради та будинок РНК УРСР (тепер — будинок уряду). Споруджувалися також багатоповерхові будинки з центральним опаленням, гарячим водопостачанням, ліфтами.

### Німецька окупація
|                                                                             |  |  |
| Ювілейна монета НБУ присвячена визволенню Києва від нацистських загарбників |  |  |

Німецька окупація Києва під час Німецько-радянської війни тривала з 19 вересня 1941 по 6 листопада 1943.
Вже на світанку 22 червня 1941 року Київ бомбардувала німецька авіація, а 11 липня німецькі війська підступили до Києва. Київська оборонна операція тривала 78 днів. Форсувавши Дніпро в районі Кременчука, німецьким військам вдалося оточити Київ, а 19 вересня місто було взяте. При цьому у полон потрапило понад 665 тисяч червоних бійців і командирів, захоплено 884 одиниці бронетехніки, 3718 гармат тощо. Десятки тисяч цивільних мешканців міста, що при наступі Вермахту були більшовицької владою терміново мобілізовані в «народне ополчення», і непідготовленими, неорганізованими та погано озброєними, кинуті на оборону міста в районі Голосіївського лісу — були німецькими військами майже без бою швидко оточені та розбиті. Ті з ополченців, хто не встиг втекти з оточення додому, загинув або потрапив у полон.
24 вересня органами НКВС, в рамках сталінської стратегії «спаленої землі», була розпочата грандіозна диверсійна спецоперація — знищення центру Києва через серію вибухів житлових та адміністративних будинків за допомогою заздалегідь закладених радіокерованних фугасних мін. Були також знищені важливі інженерні споруди, в тому числі водопровід, мости через Дніпро. Перша серія вибухів в центрі міста тривала п'ять днів, викликана ними пожежа Хрещатика та всього центру міста, тривала протягом 10 днів. Всього радянськими агентами протягом безпрецедентної в історії диверсійно-терористичної акції проти власного населення, в Києві було знищено 940 будівель, свого житла лишилося 50 тисяч киян. В повоєнний час радянська пропаганда систематично не визнавала свого злочину в Києві, всіляко приписуючи його «німцям».
Визнання радянського авторства вибухів було заборонено, спроби сказати або визнати правду суворо каралися як «антирадянська пропаганда». На документальних фотографіях зруйнованого міста того часу радянською цензурою незмінно писалося: «таким місто залишилося після німецько-фашистської окупації».
29 вересня німецька окупаційна влада почала систематичні розстріли єврейського населення міста у Бабиному яру. Тільки протягом двох днів 29 та 30 вересня було вбито понад 33 тисячі мешканців міста. Всього в Бабиному Яру за час окупації нацистами було вбито понад 100 тисяч людей, головним чином жінок, дітей, старих та хворих — всіх тих, хто не потрапив на фронт і залишився в тилу. Протягом всього повоєнного радянського часу радянська влада всіляко приховувала характер відвертого та цілеспрямованого голокосту-геноциду акції нацистів у Києві.
20 жовтня Київ на два роки став адміністративним центром Київської генеральної, міської (нім. Kreisgebiet Kiew-Stadt) та сільської округ (нім. Kreisgebiet Kiew-Land). Також була утворена і діяла Київська міська управа як орган місцевого самоврядування та допоміжна структурна одиниця комендатури.
3 листопада диверсантами НКВС було підірвано Успенський собор Києво-Печерської Успенської лаври (заздалегідь закладеними радянськими радіокерованими фугасами). На території міста було створено Дарницький та Сирецький концтабори, де загинули відповідно 68 та 25 тисяч полонених. На примусові роботи до Німеччини з Києва було відправлено понад 100 тисяч молоді. До кінця 1943 року населення міста скоротилось до 180 тисяч.
6 листопада 1943 року Київ був відвойований радянськими військами. При цьому прагнення встигнути до «ювілейної» річниці жовтневого перевороту призвело до величезних людських втрат: здобуття Києва коштувало життя 417 тисячам бійців і командирів Червоної армії. На початку листопада 1943 р., у переддень відступу, німецькі окупанти почали палити Київ. У ніч на 6 листопада 1943 р. передові частини Червоної армії, долаючи незначний опір німецького ар'єргарду, вступили у майже порожнє палаюче місто.
Загалом протягом воєнних років у Києві було зруйновано 940 будинків державних і громадських установ площею понад 1 млн м², 1 742 комунальних будинків житловою площею понад 1 млн м², 3,6 тис. приватних будинків площею до півмільйона м²; знищені всі мости через Дніпро, виведені з ладу водогін, каналізація, транспортне господарство.

### Відбудова
Перші повоєнні роки позначені інтенсивною відбудовою зруйнованого міста. У січні 1944 р. до столиці УРСР повернулися керівні державні і партійні установи, протягом 1943—1945 рр. було відбудовано 552 тис. м² житла. Повністю було оновлено вулицю Хрещатик. 1948 року було завершено будівництво газопроводу Дашава — Київ, у 1949 році — споруджено Дарницький залізничний міст, у 1953 — міст ім. Є. Патона, розпочалося будівництво метрополітену. Розвивався промисловий і науковий потенціал міста, саме в Києві 1950 року була створена перша в СРСР ЕОМ — МЕСМ, а в 1951 р. розпочав мовлення перший в Україні телевізійний центр.
Київ залишався центром розвитку української національної культури. Проте вже 1946 року московська влада почала нову хвилю ідеологічних чисток, що знайшла відгук у Постановах ЦК КПУ
«Про перекручення і помилки у висвітленні історії української літератури», "Про журнал сатири і гумору «Перець», «Про репертуар державних і оперних театрів УРСР і заходи щодо його поліпшення» тощо.

### Київ «хрущовський»
Смерть Сталіна (1953) і прихід до влади Хрущова позначився послабленням диктатури. На хвилі ракетно-ядерної гонки і хімізації народного господарства у місті стрімко розвивалися науково-дослідні інститути АН УРСР. У 1957 році було засновано Обчислювальний центр АН УРСР, у 1960 р. в Інституті фізики було запущено атомний реактор. Того ж року в Києві пущена до ладу перша ділянка метрополітену, а населення міста перевищило мільйон жителів.
Послаблення ідеологічного пресингу викликало посилену творчу активність багатьох представників творчої інтелігенції. У Києві дебютували письменники — Іван Драч, Віталій Коротич, Ліна Костенко, композитори Валентин Сильвестров і Леонід Грабовський, на кіностудії ім. О. Довженка було створено легендарні кінострічки «За двома зайцями» (Віктор Іванов, 1961), «Тіні забутих предків» (Сергій Параджанов, 1964). Провідні київські художні колективи отримали можливість виступити за кордоном.
В той же час чергова атеїстична кампанія призвела до закриття ряду храмів, що відновили діяльність під час війни, знесення кількох культових споруд, було сплюндровано чимало історичних поховань, розгромлено Лук'янівське єврейське та караїмське кладовище площею понад 25 га. Нехлюйське ставлення до технологічних вимог призвело до масштабної Куренівської трагедії, тривалий час замовчуваної владою. За нез'ясованих до кінця обставин у 1964 р. було знищено пожежею унікальні матеріали з фондів Державної публічної бібліотеки АН УРСР.
В 1960-ті роки різко прискорилися урбанізаційні процеси, завдяки чому з 1959 по 1979 рр. загальна кількість постійних жителів Києва зросла з 1,09 до 2,12 млн чоловік. В ці роки були зведені нові житлові масиви на лівому березі Дніпра — Русанівка, Березняки, Воскресенка, Лівобережний, Північно-Броварський, Лісовий, Райдужний, пізніше — Вигурівщина-Троєщина, Харківський, Осокорки та Позняки, споруджено також ряд багатоповерхових готелів — «Либідь» (17 поверхів, 1971 р.), «Славутич» (16 поверхів, 1972 р.), «Київ» (20 поверхів, 1973 р.), «Русь» (21 поверх, 1979 р.)., «Турист» (1980-ті, 26 поверхів).
Паралельно поширювалася мережа вищих навчальних закладів, створювалися нові культурні осередки (зокрема, Театр драми і комедії та Молодіжний театр), музеї, серед яких Музей народної архітектури та побуту УРСР, Музей історії Києва та Музею історії України у Другій світовій війні з 62-метровою статуєю Батьківщини-матері.

### Київ «брежнєвський»

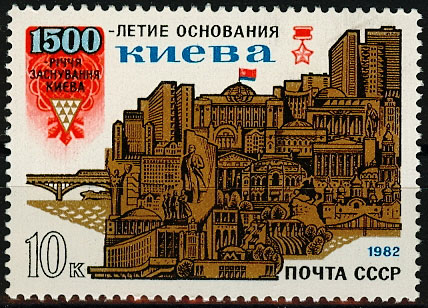
Поштова марка СРСР «1500-річчя заснування Києва», 1982 р.

Разом з тим з середини 1960-х поновилася ідеологічна диктатура, а Київ стає центром дисидентського руху. 1965 року відбулися перші масові арешти українських дисидентів (Б. і М. Горині, П. Заливаха, С. Караванський, В. Мороз, А. Шевчук та ін.), наступні хвилі арештів прокотилися 1972 (В. Чорновіл, З. Антонюк, І. Дзюба, В. Стус) та на межі 1970—80-х років. Українська інтелігенція протестувала як проти репресій проти українців, так і проти вторгнення СРСР в Чехословаччину (1968), вимагали відновлення справедливості щодо кримськотатарського народу, боронили права віруючих. Безпрецедентними актом стало встановлення 1966 року Г. Москаленком та В. Куксою вночі на даху Київського інституту народного господарства українського національного прапора. В 1976 у Києві заснована Українська Гельсінська Група, що сприяла захисту прав ув'язнених згідно з Гельсінськими угодами.
Припинення репресій та повернення політв'язнів в Україну почалося лише за часів перебудови після 1986 року.

### Сучасність

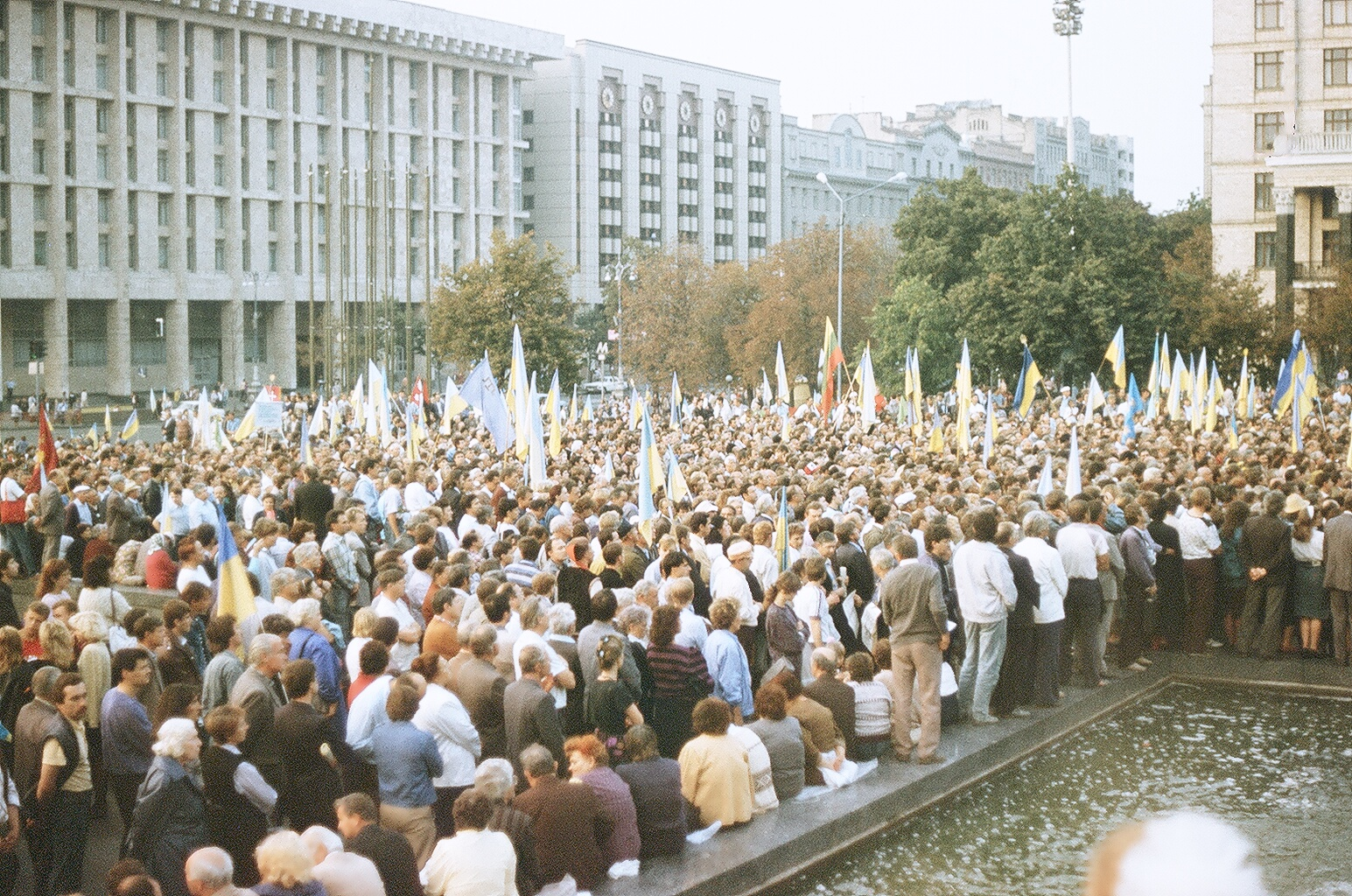
Мітинг Народного Руху України на честь підняття Національного Прапора над Київською міською радою, 24 липня 1990 р.

У 1991 році Київ став столицею незалежної України, проте в місті досить важко впроваджувались позитивні зрушення: давалася взнаки загальнодержавна соціально-економічна криза, що призвела до безробіття та скорочення виробництва. В цей час було добудовано лінію метрополітену на Лук'янівку та Харківський масив, відкрито Співоче поле.

Ще у 1980-х, з розвитком комерційних відносин, з'явилися нові організовані бандитські угруповання — так званий рекет. Після цього у місті почали відбуватися перестрілки через розподіл сфер впливу. Така форма організованої злочинності масово існувала до середини 1990-х.

З 1991 року в Києві розпочала діяльність релігійна організація «Біле братство». Широко використовуючи друковану продукцію та психологічний вплив, її керівництво залучало до своїх лав сотні прихильників і нагнітало напругу у суспільстві.
10 листопада 1993 року представники секти захопили Софійський собор і намагалися здійснити самоспалення, але їм перешкодила міліція.
- 1995, 18 липня — похорон київського патріарха Володимира у Софійському соборі наштовхнувся на опір з боку духовенства УПЦ Московського Патріархату. За наказом Кучми загони спеціального призначення МВС України влаштували бійню представників УПЦ КП на Софійській площі.
- 1999 — відбудовано зруйнований більшовиками Михайлівський Золотоверхий монастир.
- 2000 — відбудовано зруйнований більшовиками Успенський собор Києво-Печерської Лаври. Одночасно, споруджено першу київську мечеть Ар-Рахма в історичному центрі міста.
- 2000–2001 — протестні акції «Україна без Кучми».
- 2004, 22 листопада — 26 грудня — Помаранчева революція на Майдані Незалежності проти фальсифікацій результатів президентських виборів. Завдяки акції президентом України став Віктор Ющенко.
- 2005 — відбудовано зруйновану більшовиками Церкву Різдва Христового.
- 2010, 16 листопада — 3 грудня — Акції протесту проти Податкового кодексу.
- 1 червня 2012 року Леонід Черновецький написав заяву про відставку[40]. Згідно зі статтею 79 Закону України «Про місцеве самоврядування в Україні», повноваження міського голови припиняються достроково від дня прийняття міською радою рішення, яким береться до відома факт відставки.[41][42] Після прийняття такого рішення обов'язки Київського міського голови виконувала секретар міської ради Галина Герега.[43]
- 2013, 21 листопада — на Майдані Незалежності почався Євромайдан — акція протесту на підтримку євроінтеграції. 1 грудня на Майдані розбито наметове містечко, рух Хрещатиком перекрито.
- 2013, 8 грудня — повалення пам'ятника Леніну на Бессарабській площі, що викликало початок Ленінопаду.
- З 14 грудня 2013 після відсторонення Олександра Попова обов'язки Голови міської адміністрації тимчасово виконував Анатолій Голубченко. 25 січня 2014 року Головою Київської міської державної адміністрації було призначено Володимира Макеєнка, який перебував на посаді до 7 березня 2014 року. 7 березня 2014 року на посаду Голови Київської міської державної адміністрації був призначений Володимир Бондаренко.
- 2014, 19 січня — 22 січня — протистояння на вулиці Грушевського між протестувальниками та органами державної влади, підпорядкованими Віктору Януковичу.
- 2014, 18 лютого — 20 лютого — протистояння в Києві, в результаті якого загинуло більше сотні людей, зазнав пожежі Будинок профспілок України, а 22 лютого Віктор Янукович втік з Києва та був усунений з посади президента.
- 25 травня 2014 року на виборах міського голови перемогу здобув Віталій Кличко, який 5 червня 2014 року на першому засіданні Київської міської ради VII скликання склав присягу Київського міського голови та приступив до виконання своїх обов'язків.
- 25 червня 2014 року указом Президента України на посаду Голови КМДА було призначено нинішнього міського голову Віталія Кличка.

## Історія адміністративного поділу
Детальніші відомості з цієї теми ви можете знайти в статті Адміністративно-територіальний устрій Києва.
- 1917 — 5 районів:

1. Міський район
2. Новостроєнський район
3. Печерський район
4. Подільський район
5. Шулявський район

- 1921 — 6 районів:

1. Деміївській район
2. Подільський район
3. Слобідський район
4. Солом'янський район
5. Центральний район
6. Шулявський район

- 1923 — Шулявський район перейменовано на район імені Раковського.
- 1924 — Центральний район перейменовано на Ленінський; скасовано Деміївський район.
- 1925 — скасовано Слобідський і Солом'янський райони. Подільський район перейменовано на Петрівський[44].
- 1927 — район імені Раковського перейменовано на Жовтневий район.
- 1933 — створено Кагановичський і Сталінський райони.
- 1935 — створено Дарницький район.
- 1936 — створено Кіровський район.
- 1937 — створено Молотовський район.
- 1938 — створено Залізничний район.
- 1941, вересень — створено 11 районних управ:

1. Богданівська управа
2. Володимирська управа
3. Дарницька управа
4. Залізнична управа
5. Куренівська управа
6. Печерська управа
7. Подільська управа
8. Святошинська управа
9. Софіївська управа
10. Шевченківська управа
11. Ярославська управа.

- 1943 — управи скасовано.
- 1944, 15 серпня — Петрівський район перейменовано на Подільський, Кіровський — на Печерський.
- 1946 — 9 районів:

1. Дарницький район
2. Жовтневий район
3. Залізничний район
4. Кагановичський район
5. Ленінський район
6. Молотовський район
7. Печерський район
8. Подільський район
9. Сталінський район

- 1957 — Кагановичський район перейменовано на Московський, Молотовський район — на Шевченківський.
- 1961 — Сталінський район перейменовано на Радянський.
- 1969 — створено Дніпровський район.
- 1973 — створено Ленінградський район.
- 1975, 3 березня — створено Мінський район.
- 1987, 30 грудня — створено Ватутінський та Харківський райони.
- 1992 — Ленінський район перейменований в Старокиївський.
- 1993, 1 січня — 14 районів:

1. Ватутінський
2. Дарницький
3. Дніпровський
4. Жовтневий
5. Залізничний
6. Ленінградський
7. Мінський
8. Московський
9. Печерський
10. Подільський
11. Радянський
12. Старокиївський
13. Харківський
14. Шевченківський

- 2001, 30 січня — 10 районів:

1. Голосіївський (колишній Московський)
2. Дарницький (колишній Дарницький і Харківський)
3. Деснянський (колишній Ватутінський)
4. Дніпровський (колишній Дніпровський)
5. Оболонський (колишній Мінський)
6. Печерський (колишній Печерський)
7. Подільський (колишній Подільський і Старокиївський)
8. Святошинський (колишній Ленінградський)
9. Солом'янський (колишній Жовтневий і Залізничний)
10. Шевченківський (колишній Шевченківський і Радянський)